# Who's she ?
Who's she ? est un jeu de société féministe créé par la polonaise Zuzia Kozerska-Girard également fondatrice de l'entreprise Playeress qui assure l'édition et la production du jeu. Elle avait en 2015 créé les rouleaux à pâtisseries en bois gravés, Valek Rolling Pins, permettant d'imprimer un motif régulier sur la pâte. 
Un financement participatif est lancé en novembre 2018 sur la plateforme Kickstarter, à la fin de la campagne en décembre 2018 le financement du projet a atteint 525 000 € sur 15 000 € demandé. 
Les illustrations ont été réalisées par l'illustratrice polonaise Daria Gołąb.    
Le jeu représente vingt-huit femmes de profils et de nationalités variés.   
Le jeu est désormais disponible en six langues (anglais, français, italien, espagnol, allemand et polonais).   

## Composition
Le jeu contient : 
- Deux plateaux de jeu avec vingt-huit cadres représentant, entre autres, la suffragette Kate Sheppard, la paléontologue Mary Anning, ou l'artiste peintre mexicaine Frida Kahlo.
- Deux légendes qui résument les réalisations des différentes femmes (exemple : fusée utilisée pour les personnalités ayant travaillées dans l'aérospatial).
- Vingt-huit "Mighty Women" cartes biographiques qui sont une ressource d’anecdotes amusantes et intéressantes sur chaque femme.

Ces éléments sont réalisés en bois de bouleau Baltique, imprimés sur la base des illustrations de Daria Gołąb et protégés par de l'huile de lin naturel. Une version en carton existe également.

## Règles du jeu
Le jeu se joue à deux ; chacun a son plateau de jeu.   
Au début de la partie, tous les rabats sont relevés. Le but est deviner le personnage féminin choisi par son adversaire en posant des questions fermées dont la réponse est "oui" ou "non" permettant d'éliminer une à une les autres personnalités (en abaissant les rabats).   
On désigne la joueuse ou le joueur qui commence par un caillou, papier, ciseau.       
Les questions ne peuvent pas porter sur le physique.        
La gagnante ou le gagnant est celui ou celle qui trouve l'identité de la femme en premier.

## Projets de jeux de société féministes
Ce jeu rejoint The Moon Project, une série de jeux de cartes qui parlent d'égalité entre les femmes et mes hommes.